# Assemblea Parlamentària de Bòsnia i Hercegovina
L'Assemblea Parlamentària de Bòsnia i Hercegovina (Parlementarna Skupština Bosne i Hercegovine) és l'òrgan legislatiu bicameral de Bòsnia i Hercegovina. Es compon dels següents dues cambres.
- La Cambra de Representants (Predstavnički dom/Zastupnički dom) té 42 membres, elegits per un període de quatre anys per representació proporcional.
- La Cambra dels Pobles de Bòsnia i Hercegovina (Dom Naroda) té 15 membres, designats pels parlaments de les repúbliques constituents.

El seu predecessor va ser una assemblea unicambral.

## Presidents de l'Assemblea (1990-1997)
1. Momcilo Krajisnik (1990 - 29 d'octubre de 1992)
2. Abdulah Konjicija (interí) (29 d'octubre de 1992 - 25 de desembre de 1992)
3. Miro Lazovic (25 de desembre de 1992 - 3 de gener de 1997)